# Будер, Карин
Карин Будер (нем. Karin Buder; род. 28 июля 1964, Санкт-Галлен) — австрийская горнолыжница, специалистка по слалому. Представляла сборную Австрии по горнолыжному спорту в 1980—1993 годах, чемпионка мира, победительница этапа Кубка мира, трёхкратная чемпионка австрийского национального первенства, участница зимних Олимпийских игр в Альбервиле.

## Биография
Карин Будер родилась 28 июля 1964 года в ярмарочной коммуне Санкт-Галлен, Штирия. Впервые встала на лыжи в возрасте четырёх лет, проходила подготовку в местном клубе SV St. Gallen.
В сезоне 1980/81 вошла в основной состав австрийской национальной сборной и дебютировала в Кубке мира. Выступала на юниорском чемпионате мира 1982 года во Франции, где заняла в программе гигантского слалома одиннадцатое место. В январе 1983 года набрала первые очки в Кубке мира, закрыв десятку сильнейших в слаломе на этапе в швейцарском Давосе.
Долгое время Будер оставалась в тени своих более успешных соотечественниц, лишь в сезоне 1986/87 она наконец вышла на лидирующие позиции, в частности завоевала бронзовую медаль в слаломе на этапе Кубка мира в американском Уотервилл-Вэлли и выступила на чемпионате мира в Кран-Монтане, где показала в той же дисциплине четвёртый результат, остановившись в шаге от призовых позиций.
Одним из самых успешных сезонов в её спортивной карьере оказался сезон 1989/90, когда она одержала первую и единственную победу на этапе Кубка мира — обошла всех соперниц на соревнованиях в норвежской Странде. На других этапах также показала достаточно высокие результаты, стала бронзовой призёркой в американском Стимбот-Спрингс. По итогам сезона расположилась в зачёте слалома на четвёртой строке, тогда как в общем зачёте всех дисциплин заняла шестнадцатое место.
Благодаря череде удачных выступлений удостоилась права защищать честь страны на зимних Олимпийских играх 1992 года в Альбервиле — по сумме двух попыток показала в слаломе пятый результат.
Впоследствии оставалась действующей спортсменкой вплоть до 1993 года, ещё дважды поднималась на пьедестал почёта Кубка мира, добавив в послужной список ещё две бронзовые награды. Венцом её спортивной карьеры стало мировое первенство в Мориоке, где она обошла в слаломе всех оппоненток и завоевала золотую медаль. Является, помимо всего прочего, трёхкратной чемпионкой Австрии по горнолыжному спорту.